# 厄斯傑希薩爾
厄斯傑希薩爾是土耳其的城鎮，位於該國西部阿菲永卡拉希薩爾和安卡拉之間，由阿菲永卡拉希薩爾省負責管轄，該鎮盛產大理石，面積485平方公里，海拔高度1,080米，2011年人口12,013。

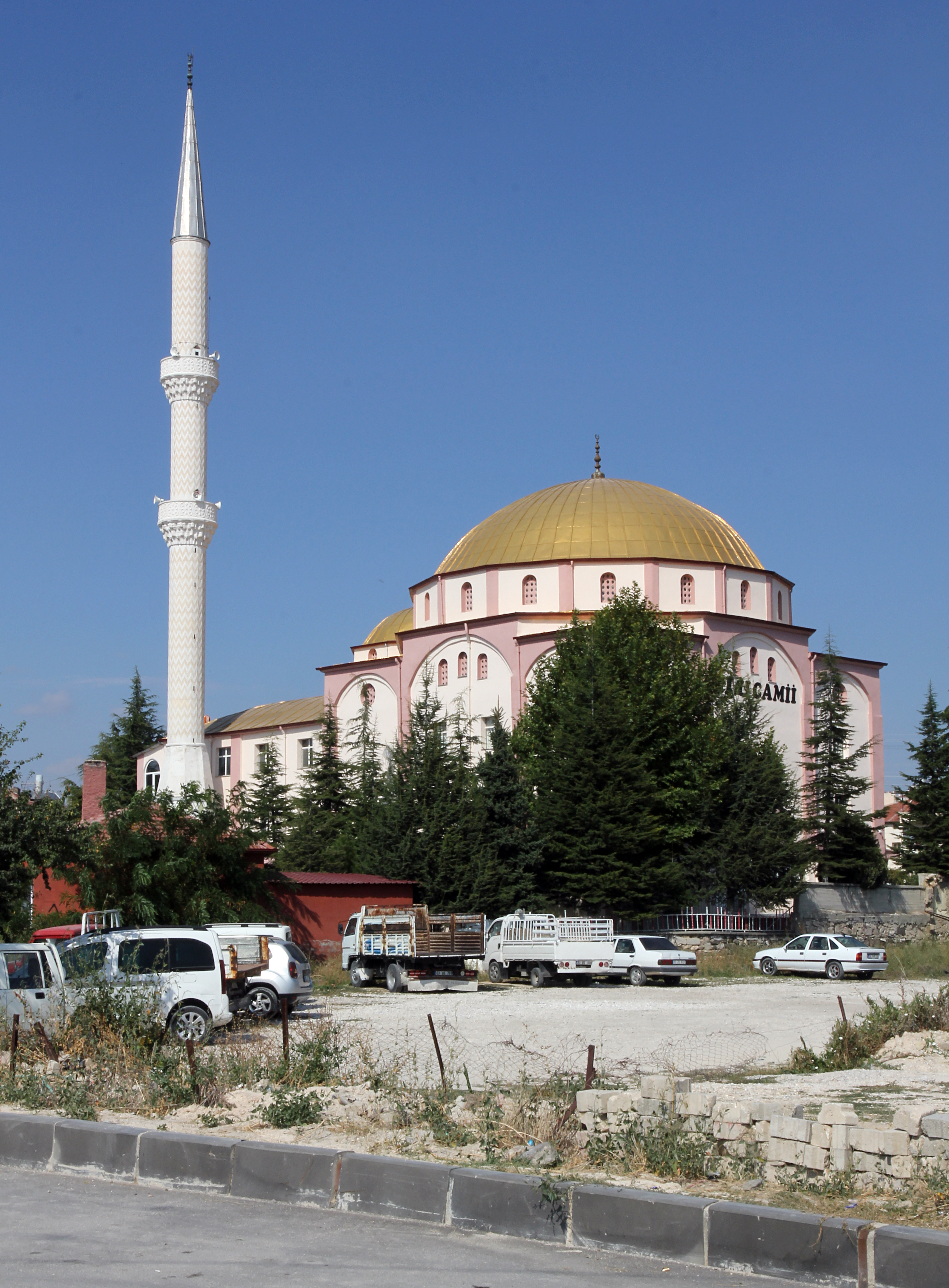
İscehisar

## 外部連結
- District governor's official website （页面存档备份，存于） （土耳其文）

38°52′N 30°45′E / 38.867°N 30.750°E